# تاکسی به‌سوی تاریکی
تاکسی به سوی تاریکی (انگلیسی: Taxi to the Dark Side) فیلمی در ژانر مستند به کارگردانی الکس گیبنی است که در سال ۲۰۰۷ منتشر شد. این فیلم بر قتل راننده تاکسی افغان، دلاور تمرکز دارد که توسط سربازان ارتش آمریکا، در مدت زمانی که در بازداشتگاه پروان زندانی بود، تا حد مرگ، مورد ضرب و شتم و شکنجه قرار گرفت. این فیلم، برنده جایزه اسکار بهترین فیلم مستند شده است.